# 召喚教師リアルバウトハイスクール
『召喚教師リアルバウトハイスクール』（しょうかんきょうしリアルバウトハイスクール）は、雑賀礼史による日本のライトノベルおよびそれを原作としたメディアミックス作品。イラストはいのうえ空が担当している。富士見ファンタジア文庫（富士見書房）より1997年1月から2010年7月まで刊行された。

## 概要
当初、『月刊ドラゴンマガジン』にて連載、その後書き下ろしとして富士見ファンタジア文庫から刊行されていた雑賀礼史による小説、またそれを原作とするいのうえ空による漫画作品。さらに小説、漫画を原作としてアニメ作品『SAMURAI GIRL リアルバウトハイスクール』（サムライガール リアルバウトハイスクール）が製作された。原作では普段は高校教師をしていて時折異次元に召喚される格闘家南雲慶一郎が主人公であるが、外伝小説アーリー・デイズ編、漫画およびアニメの主人公は剣術使いの御剣涼子であることが異なる。そのため、漫画でのタイトルは「召喚教師」を外したリアルバウトハイスクールとなる。小説には本編以外に番外編（通称、EX編）と本編の半年前の出来事を書いたアーリー・デイズ編がある。なお、小説の本編については、2010年7月に発表された第19巻において14年における長期シリーズが完結した。
シリーズ完結から5年経った、2015年7月から富士見書房の無料小説サイト「ファンタジアBeyond」にて、本編の十数年後を描く続編『真リアルバウトハイスクール-Double Dagger-』の連載が開始したが、中断している。作者によれば既に脱稿済みとのことで文庫化が決定しているとされていたが、2019年6月20日に「真リアルバウトハイスクールXX（ダブルエックス）」として2冊が同時刊行された。真は新刊の新と主人公・真紅郎の真をかけたもの、XXとは第19巻に続く第20巻を意味している。XXがタイムリープを題材にしており、ほぼ同じ期間を何度送り返すため、XXは永遠に第20巻であり、サブタイトルのみ変わっていくという仕様である、とあとがきで語られている

## あらすじ
時は1996年。海外で流浪の旅を続けていた南雲慶一郎は、母校・大門高校の恩師である藤堂からの依頼で教師として日本に帰ることになった。日本に帰国直後、ソルバニアの巫女・レイハに呼ばれて封魔獣を倒し、再び元の世界に戻った直後の現場を偶然通りすがった御剣涼子に見られて一悶着を起こす。
かつて世話になった鬼塚家で再び居候をすることになった慶一郎は大門高校の2年B組の担任に就任。そのクラスには涼子の他にも、学校一の問題児であり、藤堂が認める格闘センスを持つ男・草彅静馬がいた。

## 登場人物

### 主要人物
南雲 慶一郎（なぐも けいいちろう）
本編の主人公。「幻の格闘家」「地上最強の格闘家」「伝説の番長」などの異名を持つ。大門高校2年B組担任・英語IIA教諭。29歳、身長204cm、体重104kgの巨漢。仙術気功闘法「神威の拳」の使い手であり、天の属性を持つ神気「龍気」を操る。人間の範疇を超えた戦闘力を持ち、生徒には「等身大の光の巨人（または怪獣orロボ）」「変身しなくても変身後と同じ戦闘力を持つヒーロー」などと評される。神威の拳による気功砲「天覇龍鳳拳」で地上からスパイ衛星を撃墜する、といった人間離れした芸当を披露するエピソードもある。
とある資産家の妾腹の子として生まれる。母・景子は誕生と同時に死亡、家政婦の原以知子（当時は篠岡）に育てられるも5歳の時、本妻の妊娠が発覚すると同時に別宅を追いだされる事になり、迎えに来た祖母・千鶴と共に文字通り「身一つ」で出て行った。
その時の経験から「自分は誰からも必要とされない、ならだれにも頼らずに生きて行こう」と考えるようになる。その後7年ほどの間、祖母が亡くなるまで武術の基礎を叩きこまれながら過ごし、祖母の死後は知人であった鬼塚鉄斎の家に居候しながら四葉中学・大門高校にて学校生活を送る。この頃鉄斎の娘である美咲と出会った事が慶一郎にとって最も大切な思い出となった。
大門高校卒業後は大阪の外語大に進学。枚方に移り住み「神威の拳」の伝承者・東方流玄と出会い、師事した。大学卒業後、日本を出て西回りで世界を旅していたが、1995年のクリスマス・イブ、ニューヨーク暗黒街の非合法格闘大会に参加し最後のスペシャル・マッチで主催者ウィラード・ゲイツに勝利、配下の報復の銃弾が命中する寸前「鬼神召喚士レイハ」によって異世界ソルバニアに召喚される。以後「イェネンの鬼神」として封魔獣と戦わされる、という生活を送っている。命を救ってもらった借りがあるし縁もあるのだろうと考えているため召喚に応じることにはしているものの、慶一郎の日常生活を一切考慮せず相手の都合だけで突然ソルバニアに呼ばれるようになってしまったため、人目を避けてギアナ高地に定住していた。
1996年「草彅静馬の調教」を目論んだ大門高校校長・藤堂鷹王の要請により帰国、静馬、涼子、大作の所属する2年B組担任教師、英語教諭として赴任する事になった。しかし第一巻で静馬を下して後は、時々神威の拳についてのアドバイスをするものの実質放置状態である。教師としては宛がわれた担当科目が受験用の英文法なので教科書やテキスト通りに進めるだけ。本人は実学派なので実用的な言い回しや地域限定のスラングの説明に脱線しがちなため、授業は遅れ気味。帰国以後は高校卒業まで暮らしてきた鬼塚家に下宿している。
以降、高校教師、異世界の勇者、謎のお面男、鬼塚家の台所番、といった多重生活を送っている。
V-1エクストリームを境に教師の職を辞し、日本を去るつもりだったが、とある事情から大門高校を離れられなくなり用務員として校内に定住することとなった。
一時期、傭兵として働いた経験から銃火器の扱いにも慣れているが、本人の性格からして「兵士として有能だったか」は疑問。本人が言うには「食いっぱぐれがないから」だが、世界中の飲食店で働いた経験もあり、結果としてプロ級の料理の腕前を持っている。また「一度見聞きした事は忘れず、かなり正確に再現できる」という特殊能力も持っている。
そんな小器用な所もある半面、恋愛には極めて不器用なタイプで「惚れた時にはもう押し倒している」らしい。世界中を回りながらそんな事を繰り返していたらしく「現地妻」や「隠し子」の存在も指摘されている（当人も「心当たりがあり過ぎて」否定できないらしい）。
しょっちゅうトラブルに巻き込まれては、超人的な暴力であらゆる障害を粉砕する、といったトラブルシューター（？）型主人公だが、退行性健忘状態となり精神状態・記憶が高校生頃のものになって大暴れしたり、鬼塚美雪の通う中学（慶一郎の出身中学でもある）に乗り込んで、彼女が通学するうえで障害となるもの全て（不良教員など）を排除したり、と本人が巻き起こす騒動も少なくない。Dr.村雨によれば、慶一郎にとって戦う理由は常に自分自身にあり、自身の行いによって他者からどう評価されるかはどうでもいい、中国における好漢「武侠」に近いスタイルとのこと。
あらゆる物事をその戦闘力により「力尽く」で解決してきた慶一郎だが、物語後半では「力ではどうにも出来ない問題」に直面することでそのツケを支払わされることとなった。
草彅 静馬（くさなぎ しずま）
大門高校2年B組の生徒。赤銅色の肌と暑苦しくも整った容姿を持つ少年。17歳、身長184cm、体重72kg。虎縞のバンダナがトレードマーク。
慶一郎と同じく「神威の拳」の使い手で、炎の神気を操る。基本的に性格は短気で粗暴バカ、果てしなくポジティブな思考の持ち主であるが、時々クレバーな一面を見せることもある。
音楽家の両親が海外にいるため、関西を中心に転々としていたが1995年「高野豆腐は食い飽きた」と言って上京、池袋界隈で「謎の野人」と呼ばれる。その年の大門高校の文化祭にて格闘トーナメントに乱入、その結果として特待生扱いで1年A組に転入する。大門高校内でKファイトシステムを提唱し、またもっとも同システムを利用してひと騒動起こすが、御剣涼子とのKファイトに敗れる。なお、この時に無造作に伸ばした髪を散髪、モミアゲ、左右が繋がった眉毛の中央を永久脱毛された（アーリー・デイズ編）。しかしモミアゲに関してはV-1エクストリーム後の東方流玄の特訓を経て復活している。
池袋のストリートファイター「バイパーズ」の一人でもあり、彼らが週末に行う対戦「バイパース・レイヴ」では圧倒的な人気を誇る無敵のヒーローである。
天性のエンターテイナーで、自分より実力の劣る相手との戦いでもその相手の実力を余すところなく引き出し、戦いを演出する主義。しかし関西人の性か、必要以上に受けを取ろうとして三枚目に陥る事も多い。
見た目と裏腹にクラシック音楽を嗜み、各種楽器を演奏できる。特にピアノの演奏が得意。本人曰く「絶対音感」の持ち主。
続編『真リアルバウトハイスクールXX』では涼子と結婚しているが作中時点では海外にいる。南雲真紅郎の師匠となっていて、顔を会わせるたびに「（神気の）火ぃ出たか?」と訊ねている。
『ザ・キング・オブ・ファイターズ』の草薙京を連想させるキャラクター造形だが、作者曰くモデルは『ファイターズヒストリー』の溝口誠
御剣 涼子（みつるぎ りょうこ）
大門高校2年B組の生徒。170cmを越す長身に、ポニーテールを結った凛々しいという言葉がぴったりと当てはまる女子。物語冒頭でソルバニアから帰還した慶一郎に出くわし、彼の秘密を共有する羽目になった。そのため、ソルバニアに関する騒動に巻き込まれることもある。
時代劇マニアで好きな作品は無頼物とサムライに憧れているが、まだまだ「憧れているだけ」であり、現実に法や常識から外れる行いに出くわした際には受け入れられないことが多い。剣道部に所属しているが、不良バイパーズとの多対一の戦いで遅れを取った事から実戦剣術を本格的に学ぶべく、飛天流の門下生となり鬼塚鉄斎に師事することとなった。
料理が苦手。彼女が作る料理は見た目は良いのだが味がすこぶる悪いため、静馬からは「食品サンプル」と評される。一時期はそれがエスカレートして「食べ物を使って食べられない物を作りだす逆錬金術」と評され、慶一郎からも「産廃の味」と言われた。
彼女自身は神威の拳の直接の使い手ではないが「月」の属性を持っており、他の使い手が放った神気の残梓を呼び集めて剣に纏わせる事ができる。さらに物語が進むととある事件に巻き込まれたことで月の眼（グラム・サイト）と呼ばれる特殊な視覚能力を右目に宿すこととなり、通常は見えない様々なものを目にすることができるようになった。現代の実践剣術を学び達人との死闘も経、月の眼も得たことでかなりの戦闘力を有するものの、魔法がかかわる事態では下支えに回る傾向にある。
続編『真リアルバウトハイスクールXX』では、静馬と結婚して「草彅涼子」となっており、大門高校で教師をしている。南雲真紅郎のことは生まれた頃から知っているが、現在は口説かれている（亭主である静馬からは「あんないい女なんで口説かん」と言われている）。過去のKファイトでは真紅郎を連れた「子連れ狼」スタイルで参加したことがある。
鬼塚 美雪（おにづか みゆき）
鉄斎の孫。姫川沙羅とは幼馴染で親友。四葉中学校2年C組の生徒。
10歳の頃に航空機事故で両親を亡くし、自身も大怪我を負う。それ以来、無口で引きこもりがちな性格になってしまうが、慶一郎に依頼を受けた大作の家庭教師兼カウンセリングの甲斐もあり、再び学校へ通うようになる。「月影の巫女」という守護精霊のようなものを持つが、本人は気づいていない。
詳細は不明だが母・美咲は自分が殺したと考えており、自分は生きていてはいけないと思っている。V-1エクストリームにて幻弥にさらわれたが、実はそれを予知していてそこで自分を殺すつもりだった。だが慶一郎が救出したことにより失敗に終わる。
その後、右京に与えられていた「冥王の書」の抄本を介して「魔王」と契約を行って「魔法使い」となり、自分の痕跡をすべて抹消して自らを終わらせ、すべてを一からやり直すために行動を開始する。
ソルバニア内の仮想空間で母と慶一郎が結ばれ、慶一郎の娘になれる世界を完成させかけるが、大作や涼子、そして覚醒者拝暁人、東方流玄の行動によって阻止される。しかし明らかになった事実から自分の願いは「すでに叶えられていた」事を知り、慶一郎と共に現実世界へ帰還する。
続編『真リアルバウトハイスクールXX』では、鳴海と結婚して性格もかなり明るくなっており、腹違いの弟・真紅郎を溺愛している。
神矢 大作（かみや だいさく）
静馬の親友（自称タイコモチ）、涼子の追っかけ、Kファイト実行委員会の中心人物、「星詠み」澁澤右京のパシリ、と作中の裏表で多岐に渡って活躍する少年。
女の子と見紛うほどの美少年であるが、容姿と裏腹にちゃっかりとした性格で「厚顔の美少年」と渾名されている。容姿から女の子にもモテるが追われるよりは追いかける方が性に合っているらしく時折好意を寄せてくる相手をバッサリと斬り捨ててしまう。
もともと私学に通う普通の優等生だったのだが、「星詠み」澁澤右京に恩を着せられ、半年間何でも言うことを聞くという約束をしたために、何度となく命がけの経験を積む羽目になった。その結果、柔和な容姿と軽いノリに反して非常にタフで図太い性格に成長しており、美雪が京極幻弥の配下に攫われた際には銃撃を受けている。しかし、前日に右京から伝えられた情報から胸部にラッキーアイテム「厚さ5ミリの鉄板（血のり付）」を仕込んで切り抜け、冷静に次の行動に移っている。その事実にうろたえる涼子に「あわてるだけなら引っ込んでいてください」とも言い放っている。

### 大門高校関係者
結城 ひとみ（ゆうき ひとみ）
涼子の親友。アクの強い登場人物が多い作中で、最も常識的な人間の一人。
周りに非常識な人間が多いためか、はたまた涼子と最も親しい間柄であるためか、巻き込まれなくても良い厄介事に度々巻き込まれる不運な少女。悪質バイパーズとの騒動に巻き込まれた事から氷室那智と知り合う。
常識人同士気が合ったためか以後、那智とは親密な関係となり、2人きりでデートする場面が幾度か描かれている。
ソルバニア送りにされた者の中でなぜか「十五万年後のソルバニア地球帰還後の世界」に飛ばされる。
藤堂 鷹王（とうどう たかお）
大門高校校長。公立校である大門高校を半ば私物化し、意図して普段から怪しげな言動を取っているため、生徒から「あのオヤジは絶対に何かをたくらんでいるに違いない」と言われている（そしてそれを喜んでいる）。
ただの変態オヤジと思われがちだが、神威の拳・波濤掌を使い「覚醒者」拝暁人を一時的にとはいえ食い止める事すら出来る隠れた実力者。もっとも、涼子をはじめ生徒達からは全く信用されておらず、Kファイト実行委員会曰く「大きなお友達」だが、本人はそこまで見くびられていたとは思わなかったのか、学内イベントで「教師VS生徒」という勝負を行い、戦力として慶一郎を前面に押し出す大人げないことをした。
自己申告によれば、8か国語を操れるほど語学堪能。英語の授業を受け持つ事もできる。ただし、（ソルバニアに召喚された）慶一郎の不在にヒマ潰しに受け持った授業では「藤堂式催眠言波」によってクラスのほぼ全員が睡眠に陥った。
菱沼 奈々子（ひしぬま ななこ）
大門高校の看護教諭。藤堂鷹王の姪でもある。過去のトラウマから筋肉フェチとなり、鍛えられた肉体を見ると筋肉を撫で回したくなる性癖を持つ。
柔術を基本とする整体術のほかに家伝の薙刀術も学んでいるが、使う技は自己流の変則技ばかりで姪の雛乃からも「邪道」と言われている。
古関 遼二（こせき りょうじ）
大門高校の古文教師。あだ名は「ジージャン」だが、半ば自称。ルパン三世のような細く長い手足が特徴で言動は無責任かつ大人気ない。姫川雷蔵門下の柔道の達人であり、静馬や不動秋嵩に連勝した経歴がある。草彅巴の恋人であり、彼女の父親とはトランペットvsギターの演奏対決を行った。
弥永 源太郎（やなが げんたろう）
大門高校の剣道部顧問。元飛天流剣術道場の門下生で目録程度の腕前。剣道は5段。その容姿から「ヒゲダルマ」、「ビア樽」とあだ名される。涼子に頼まれ鉄斎への紹介状を書いた。普段は常識的な人物なのだが、古関と絡むと、とたんに悪乗りを始める。
金田（かねだ）
大門高校の空手部顧問。部活の時以外は黒いジャージを着ているので、古関に「ジャージ」というあだ名を付けられた。静馬によって空手部がつぶされそうになったとき、慶一郎に助けてもらったことがある。変人ぞろいの大門高校教諭人において、珍しく真人間で、Kファイトのレフェリーによく借り出されている。
石蕗 みのる（つわぶき みのる）
Kファイト実行委員会メンバー、代表委員長。文芸部副部長。EX編『校長とゆかいな下僕ども』に登場。
富田林 敦子（とんだばやし あつこ）
Kファイト実行委員会メンバー、副委員長。新聞部員。EX編『校長とゆかいな下僕ども』に登場。
中村 環（なかむら たまき）
Kファイト実行委員会メンバー、実況アナウンス担当の放送部員。Kファイト実況の冒頭で藤堂校長との掛け合いはお約束となっている。EX編『校長とゆかいな下僕ども』に登場。
手塚 一郎（てづか いちろう）
Kファイト実行委員会メンバー、記録班（ビデオ撮影）チーフの映画部部長。EX編『校長とゆかいな下僕ども』に登場。
星野 征爾（ほしの せいじ）
Kファイト実行委員会メンバー、記録班（写真撮影担当）で写真部員。EX編『校長とゆかいな下僕ども』に登場。
樋口（ひぐち）
放送部に所属する一年生女子。文化祭では実況で動きのとれない中村に代わって校内を駆け回った。行きがかりから「暗黒街の帝王」ウィラード・ゲイツや「ソルバニアの魔王」ベルンハルトに突撃取材を敢行する。
獅子倉 達哉（ししくら たつや）
元大門高校の生徒で剣道部前部長。3年生になる直前に転校した。アーリー・デイズ編の重要人物。後に本編にも登場。
涼子に「可愛い女よりもカッコイイ女になればいい」とアドバイスを与えた人物。このアドバイスは涼子の人生において最も重要なものとなる。
転校直前に幼馴染の後藤史織に告白し恋人同士になる。現在も交際は順調なようである。
後藤 史織（ごとう しおり）
大門高校3年生。演劇部現部長。アーリー・デイズ編の登場人物。後に本編にも登場。涼子を主人公に据えた創作時代劇「月下の用心棒」を上演した。
伊福部 吉光（いふくべ よしみつ）
大門高校3年生。文芸部現部長。アーリー・デイズ編の登場人物。後に本編にも登場。涼子を主人公に据えた創作時代劇「月下の用心棒」のシナリオライター。ソルバニア送りにされた際、屈指の人気を誇る男女逆転世界を作った。
早乙女 巌（さおとめ いわお）
アーリー・デイズ編の登場人物。半年前は学年主任。空手家。
当時、静馬によって作られたKファイトシステムをやめさせるために静馬と対決し、敗れた事により名誉は地に落ちるが、素行不良の生徒をKファイトで五人抜きして何とか名誉を回復した。
現在は転任してしまい、大門高校にはいない。その際静馬に捨て台詞を残して去って行った。
青木 美沙緒（あおき みさお）
アーリー・デイズ編の登場人物。慶一郎が大門高校教師に就任する以前の2年B組の担任で音楽教師。
生徒にはミサティー、菱沼奈々子にはミサっちと呼ばれる。
体が小さく、見た目は中学生くらいなので、スクーターに乗っていて警察に止められたことが何度もある。
本編においてはアーリー・デイズ編の登場人物「久留間泰蔵」との結婚により寿退職して「久留間美沙緒」となり、その代わりとして慶一郎がやって来たが慶一郎が用務員になり、飛鈴が行方不明になったため、久しぶりに大門高校を訪れたら臨時の担任をやらされる羽目になった。
鵜飼 了介（うかい りょうすけ）
大門高校2年B組に所属する生徒。メガネを掛けた小柄な少年で豆知識を披露するオタク。EX編『ですぱれーとサマー』の主役のひとり。後に本編では「本筋とは関係ないネタ要員」として登場する。
溝渕 猛（みぞぶち たけし）
大門高校2年B組に所属する生徒。静馬ほどではないが、タイ人と見まごう肌色の持ち主。タイ生まれの少女（父が日本人）・田村萌衣から古式ムエタイを学んでいるが、実戦経験の不足から実力は今ひとつ。EX編『ですぱれーとサマー』の主役のひとり。後に本編では「本筋とは関係ないネタ要員」として登場する。
城戸 来人（きど らいと）
大門高校2年B組に所属する生徒。ジャガイモ顔の太っちょで万年モテナイ君。お笑い好きでコメディアンを気取るがアドリブに弱く、いきなりネタをふられるとボケを外してしまう。EX編『ですぱれーとサマー』の主役のひとり。後に本編では「本筋とは関係ないネタ要員」として登場する。
殿村 清花（とのむら さやか）
大門高校2年B組に所属する風紀委員。基本的には真面目だが、好きな相手には積極的の度が過ぎて「エロテロリスト」と呼ばれる。EX編『ですぱれーとサマー」の主役のひとり。後に本編では「本筋とは関係ないネタ要員」として登場する。
仲内 香苗（なかうち かなえ）
大門高校2年B組生徒。典型的な大門高生徒で、馬鹿騒ぎと高みの見物が好きなタイプ。EX編『ですぱれーとサマー』の主役のひとり。後に本編では「本筋とは関係ないネタ要員」として登場する。
波多野 樹（はたの いつき）
大門高校2年B組に所属する図書委員。非常につかみ難い性格で簡単な文章や絵をスケッチブックに書いてコミュニケーションを取る。EX編『ですぱれーとサマー』の主役のひとり。後に本編では「本筋とは関係ないネタ要員」として登場する。
須々木 瑞穂（すずき みずほ）
大門高校2年B組生徒。キャンディヘアに小学生のような見た目だが、海で知り合ったアメリカ人少年・ダミアンと交際していたりと結構チャッカリしている。日本語が舌足らずなのに英語の発音は「ネイティヴ級」。EX編『ですぱれーとサマー』の主役のひとり。後に本編では「本筋とは関係ないネタ要員」として登場する。
烈 飛鈴（リー・フェイリン）
慶一郎の妻。19歳。初登場はEX編第1巻「カオルーンの花嫁」。
香港の暗殺ギルド烈一族の一員で慶一郎を一族に取り込む際にあてがわれた。文武両道家事万能、スタイルも良く容姿端麗だが、これは全て彼女が慶一郎にふさわしい妻となるための努力した結果である。性格は極めて情が深く美雪に嫉妬して拉致したことすらある。慶一郎もまんざらではないのだが彼の生い立ちから来る事情から彼女の思いに完全に答えることができないでいる。かつて結婚式までも（半ば周りの人間によって強引にではあるが）挙げた慶一郎に妻として尽くすが、途中で重傷を負った事より慶一郎は彼女を香港に置き去りにする。その後、慶一郎に自分を見直させるために必死に努力し、日本に彼がいる事を突き止めて十真と共に来日、「飛島鈴那（とびしま れいな）」と名乗って大門高校に教育実習生の名目で潜入し、事件を引き起こす。紆余曲折の末、慶一郎をあきらめて国へ帰ろうとするのを慶一郎が呼びとめ、改めて彼女に告白するという別れがあった（その後、諸事情により夫婦喧嘩、慶一郎はソルバニア経由で日本へ帰還している）。暗殺術の一端か、薬物と針を使った洗脳で大作や涼子を操ったり（大作本人は洗脳の際、胸の感触を味わえた事をおっぱいフェチとして喜んでいた）、誘拐した涼子に変装して鬼塚家を襲撃したり、部下を使って暴行されたように自作自演したりとえげつない所も見せる。
その後も本編に登場、負傷により戦闘どころか立つこともままならない慶一郎を保護・治療し、また彼の頼みを聞いて動く等、やはり慶一郎の事を想っているようである。
慶一郎の療養中、英語教師および担任の代わりを務めるために再び来日。そして慶一郎が無事大門高校に帰還したのち、正式に英語教師および担任として雇われた。涼子以外からはもろ手を挙げて喜ばれたが授業内容は慶一郎のころとはうって変わって厳しいものになった。
メイド服やナース服などを着て慶一郎の世話をしたりする。
香港から来日した親族・犀蓮と玲鳳の画策によって「花嫁選びのやり直し」を行い、晴れて慶一郎と結ばれたが美雪によってソルバニアに拉致される。
ソルバニアでの騒ぎを経て帰還し、慶一郎の子を身籠っていた事も判明しており、最終話までの間に生まれているはずの子が続編に登場した娘「烈雷花（リー・レイファ）」であり、その後に息子である「南雲真紅郎（なぐも しんくろう）」を産んでいる。

#### 飛天神社関係者
鬼塚 鉄斎（おにづか てっさい）
飛天神社の神主であり、同敷地に居を構える飛天流剣術道場の師範。御剣涼子を弟子に迎え、一度は閉ざした道場の門を再び開く。
一見すると口数も少なく、物静かで落ち着いた人物に見えるが正体はかなり凶暴でワガママ。「剣術使いは人を斬ってなんぼ。精神修養などという物は斬れるようになってから考える事」と言い切っている「人間凶器」。
そんなもの言いは伊達ではなく、慶一郎の神威の拳を木刀でかき消す、日本刀による居合いで宙に浮く相手を両断するなど、剣士としての腕前は超一流。本名は鬼塚鉄心(てっしん)。
姫川雷蔵、毒島天堂らとは旧知の仲で「人間凶器トリオ」と呼ばれている。この三者は慶一郎の祖母と親しかった。
鬼塚 美咲（おにづか みさき）
鉄斎の娘で美雪の実母。作中ではすでに故人。
家族のいなかった慶一郎にとっては姉代わりの存在で、初恋の女性。素行不良だった慶一郎にも実の弟のように優しく接していた事もあり、慶一郎から心底敬愛されていた。慶一郎の人格形成に最も大きな影響を与えた人物。
航空機事故によって死亡したとされていたが、実は夫と共に行方不明扱いで死亡とされたことが判明。
夫である嘉神克弥とは形だけの夫婦関係であり、美雪の実の父親は慶一郎。だが美咲と慶一郎が関係を持った時点で慶一郎はまだ中学生であり、生い立ちからくる虚無感から暴れまわっていた時期でもあったためその事実を美咲が告げることはなかった。だが娘のために父親は必要だということで嘉神克弥と結婚しその交換条件としてある実験に関わることになった。美咲は「依り神使い」とよばれる念動力に近い能力を持つ家系のものであり、それを利用したロボットの遠隔操縦の実験を行っていたが、同じく実験に参加していた美雪の力が暴走し、それを美咲が食い止めたことで美雪の命は救われたものの美咲自身は命を落とすことになった、というのが美咲の死の真相である。

### ソルバニア関係者
ベルンハルト・ジーモン・アル・ハザード
魔王。魔法の発明者にして宇宙に存在するあらゆる神々の天敵。
遠い未来、宇宙に進出し始めた人類が環境に適応するための「超人」として作り上げた13星座の兄弟の一人である「蛇遣い座の男」。ベルンハルトはイクサー教団というカルト教団の教祖であり、魔法によって新たな宇宙を創造する計画を立てていた。その計画によって他ならぬソルバニア・コロニーが生み出された。だがその矢先、宇宙怪獣軍団「貪るもの（グラタノス）」に襲撃されたため、計画を前倒ししてソルバニアを虚数空間へと退避させ、ベルンハルトは眠りについた。だが長い時を過ごすうちに三次元への復帰を求める者が現れ始め、その望みを叶えようとした「神官」によって地球に召喚される。
地球に召喚された魔王は美雪を取り戻そうとする慶一郎と対決し、その圧倒的な力で慶一郎を追いつめるが、慶一郎が覚醒者の力を発動させたことで敗北。しかし魔法であっさりと復活し、自分を倒した褒美として大門高校にいた全員をソルバニアへ送る。ソルバニアへ送られた者たちは記憶を失い、それぞれが理想とする世界で過ごしていたが、右京の介入によって大作が正気を取り戻し、元の世界へ帰還するための行動を始める。一方魔王は東方流玄が現れたことによってそちらへの対処に追われ、ソルバニアへの干渉ができなくなってしまう。そして東方流玄の時間稼ぎが功を奏し、慶一郎は美雪の説得に成功、地球に帰還した。さらに魔王は地球にソルバニアを帰還させようとするが、その帰還の時は15万年後であったため、「それなら別にいいんじゃない」と魔王との戦いは終結した。
去り際にサオダケを使って「余計な真似」して去って行き、15万年後の未来では「魔王」の座から失脚、能力の7割を奪われていた。
レイハ
ソルバニアの巫女（鬼神召喚士）。ソルバニアの住人で唯一地球人と同様の外見を持ち、かつ日本語も扱える。
慶一郎を現実世界からソルバニアへ召喚する形で彼の命を救い、その対価として以後は彼を「イェネンの鬼神」として使役している。基本的に感情を表情に出さない、必要な事しか口にしない寡黙な性格。慶一郎は本来魔法で召喚された際に事情を魔法で伝達される筈だったのが、何かの手違いで伝わっておらず、まったく何も知らされていない状態で彼女に使役されていた。しかし慶一郎の方もソルバニアの社会情勢に関わるつもりもなかったため、何も知らないことをまったく問題としていなかった。後に「詳しい事情を教えてくれ」と言った慶一郎に対し、「巨大ハンマーでぶん殴る」という「魔法」をもって記憶を伝達しようとした。また、慶一郎に預けられた携帯電話も「使いにくい」という理由で同じく巨大ハンマーで叩き潰し、ソルバニアの技術にあわせて改造している。
彼女はソルバニアの管理者である十二神官を上回る権限を「魔王」から与えられた十三番目の管理者「イクサノミコ」であり、ソルバニアのシステムの脅威となる問題が生じた際に起動するセキュリティ・プログラムである。現在はサーガイアの「神官」が完全なる宇宙の創造をあきらめ三次元に復帰しようとしているため彼らと敵対関係にある。
神官たちから攻撃を受け、分子レベルに分解されそうになっていたところを慶一郎に助けられ、大門高校にやってくる。
ソルバニアから切り離された彼女のパワーは格段に落ち、ソルバニウムで頭脳を連結した一定数以上の生徒が校内にいないと魔法が行使できない。それでもコンピュータ・ネットに接続し一瞬にして全世界の電脳システムを把握する能力を持つ。一定数に満たない場合はセーフモードで起動させることが可能。生徒たちの願望を反映するようになったためか、以前と比べるとかなり非合理的な魔法と過剰な演出を使うようになる。ただし、本人が無表情かつ無感情なため、「空気が読めない」感が上がっている。
文化祭においてサーガイアの神官に分解されるが、作戦の一環で実は生徒たちの体内にバックアップを遺していたため、生徒たちや封魔獣、魔人のソルバニウム、さらにはアトラゴンのオリハルコンをかき集めて復活した。
試作された黄道十三星座の超人類（ゾディアック・スペリオール・サーティーン）
レグルス
遠い未来、宇宙に進出し始めた人類が環境に適応するための「超人」として作り上げた13星座の兄弟の一人である「獅子座の男」。受精卵の状態で保存されていた所を発見され、凍結状態から解凍されたところを別の勢力に襲撃され、極秘裏に持ち出す為一人の女性研究者の胎内に着床されて最初にこの世に現われた超人類である。しかしその能力自体は平凡で「中の中」。だが19歳の時に「不死」の属性を持っている事が判明した。通常時は普通に「老化」するが致死レベルの損傷などを受けると肉体が再生するとともに「20歳前後の年齢まで若返ってしまう」そのため、若返る度に人生をやり直す羽目になるとは本人の弁。「十三星座」の中では凡庸な能力しか持たないが、六車流玄より神威の拳を学び「覚醒者」クラスの力を自分の意志で使う事ができる。数少ない特技として「習った事は大抵なんでも身につける事ができる」がある。ただし、芸術的感性を必要とする物（音楽など）は譜面や定石通りにはある程度使えるがオリジナリティやアドリブはからっきしである。
未来世界では主に「起業家」として生計を立てており「ライオンをモチーフにしたロゴを持つ企業の創業者」は大抵彼らしい、しかし経営センスは高くはなく、経営を退いてから発展する事も多い。
カストル
遠い未来、宇宙に進出し始めた人類が環境に適応するための「超人」として作り上げた13星座の兄弟の一人である「双子座の男」持ち去られていた獅子座の穴を埋めるため、意図的に「一卵性双生児」として生み出された双子の「兄」。自らの不死因子を与える事で他人の肉体を丸ごと再生する能力を持つ医者「銀星神医」を名乗る。
ポルックス
遠い未来、宇宙に進出し始めた人類が環境に適応するための「超人」として作り上げた13星座の兄弟の一人である「双子座の男」持ち去られていた獅子座の穴を埋めるため、意図的に「一卵性双生児」として生み出された双子の「弟」。有機生命体と無機物を融合させる能力を持つエンジニア。「生機融合体（マシンダー）」の発明者で別名「機界神帝（キカイザー）」と呼ばれている。
スピカ / スパイク
遠い未来、宇宙に進出し始めた人類が環境に適応するための「超人」として作り上げた13星座の兄弟の一人である「乙女座」に該当する存在だが、不死身な代わりに若返る度に「性別まで逆転し、過去の記憶も無くなる」という困った人。ミュージシャンであり、自分自身を忘れても歌だけは忘れない。歌のある所、新たな歌を感じられる場所を求めて旅している

### 京極家関係者
京極 幻弥（きょうごく げんや）
「神威の拳」を伝承する京極一族の本家の末裔で、分家の当主。現在、京極本家は経済的に没落しており、本家の長老たちは幻弥から多額の融資を受けている。そのため一族内の実質的な権限は本家の当主よりも上である。
若い頃に当時学生の南雲慶一郎と戦い勝利したものの、まだ「神威の拳」を習得すらしていない慶一郎に苦戦させられた事にプライドを傷つけられる。その後、慶一郎を仲間に誘うもすげなく断られている。
10数年ぶりに慶一郎と再会した折、ウィラード・ゲイツと同盟関係にあり、V-1エクストリームの表向きの主催者として興行を取り仕切った。
V-1エクストリームの大会の裏で、鬼塚美雪を拉致し、因縁の相手南雲慶一郎に再戦を挑む。闇神威の使い手であり、神威の拳の使い手としての実力は慶一郎を上回り、慶一郎を瀕死の状態にまで追い込んだ。覚醒者（アートマン）となった慶一郎に重傷を負わされた後、行方不明になっていたがソルバニアを経由した後に無事帰還する。
京極 刹羅（きょうごく せつら）
新参バイパースチーム「Knights.Of.Gold」のリーダーにして闇神威の使い手。「凶ッ風の刹羅」の異名を持ち、風の神気を操る。
「神威の拳」を伝承する京極一族の本家の末裔。V1エクストリーム以降、行方不明になっていたがKウォーズにおいて多数の封魔柱と共に魔人化した状態で大門高校に飛来する。同じく魔人化した刹羅や七瀬と共に静馬やデルモンテと戦いを繰り広げ、他の2人と合体することで静馬を追いつめるが、そこでデルモンテから愛の告白を受け正気を取り戻した七瀬が抜けた事で敗北した。
ソルバニア戦以降、真鶴の自宅に帰っていたが、「覚醒者」拝暁人に迎えられる。
久遠 七瀬（くおん ななせ）
刹羅のチームメイト。刹羅とは血縁に当たる。涼子以上に大柄な女性。雷の神気とそれをまとったチェーンを操る。慶一郎の襲撃の際、不動秋嵩とともに慶一郎を迎え撃つも、慶一郎の圧倒的な力の前に敗北。生死不明となる。
その後Kウォーズにおいて多数の封魔柱と共に魔人化した状態で大門高校に飛来する。同じく魔人化した刹羅と秋嵩と共に静馬やデルモンテと戦いを繰り広げ、他の2人と合体することで静馬を追いつめるが、そこでデルモンテから愛の告白を受け正気を取り戻す。デルモンテのことはまんざらでもない模様。
不動 秋嵩（ふどう あきたか）
刹羅のチームメイト。赤・黒・黄色の三色に染めた髪型から静馬によって「ウリ坊」なる不名誉なあだ名を命名されてしまう。山の神気を操るパワー系。
慶一郎の襲撃に切羽詰った幻弥の頼みで慶一郎に挑むも、返り討ちにされる。その後Kウォーズにおいて多数の封魔柱と共に魔人化した状態で大門高校に飛来する。同じく魔人化した刹羅や七瀬と共に静馬やデルモンテと戦いを繰り広げ、他の2人と合体することで静馬を追いつめるが、そこでデルモンテから愛の告白を受け正気を取り戻した七瀬が抜けた事で敗北、良いとこなしであった。
京極 真琴（きょうごく まこと）
京極本家の現当主。盲目の麗人だが反響定位を用いることにより周囲の状況を把握できる。神威の拳の使い手でもあり治療や探査などの術に優れている。京極幻弥とは相思相愛の関係。当主としての実質的権限はないが京極の神威の使い手たちには敬意を払われている。
京極 美月（きょうごく みつき）
刹羅の妹で中学生。優しい性格だが慶一郎と幻弥の対決に巻き込まれるうちに怪物に襲われ重傷を負う。静馬の助力により回復し京極本家に帰還した。
柴崎 勲（しばざき いさお）
硬体術を得意とする京極の神威の拳の使い手。美月の護衛として派遣されるが慶一郎と戦い、致命傷を与えられさらに止めとして頭部に銃弾を叩き込まれるもなぜか復活。その後、涼子や大作をゾンビから守ったのが縁で彼らに保護されていた美月を受け取る役目を与えられる。
佐倉 百枝（さくら ももえ）
柴崎の同僚で京極の神威の拳の使い手。真琴の護衛であり彼女に忠節を尽くす。

### 四葉中学校関係者
草彅 巴（くさなぎ ともえ）
静馬の実姉。四葉中学校2年C組の担任。姫川流柔術門下生。
教師の時はスーツを着こなす優秀な教師だが、家ではだらしなく着た服とビールというギャップがある。
なぜか恋人が大門高校教師の小関遼二。一度切れると関西弁丸出しで怒鳴り散らし、静馬ですらかなわない。
姫川 沙羅（ひめかわ さら）
四葉中学校2年C組の生徒。姫川雷蔵の孫娘。アメリカ人とのハーフ。容姿と肌は日本人にありがちの黄色人種的な少女だが、髪はブロンドで瞳の色は青。
鬼塚美雪の幼馴染だが、両親の都合でロサンゼルスへ引越したため、音信が途絶えていた。現在同居している祖父とは、彼が両親の結婚に反対し現在でも勘当を解かずに紗羅だけ呼び寄せるというムシの良さに反発しており、今まで離れて暮らしていたこともあって（彼女自身の内面では）ほぼ他人同然の間隔。できれば必要以上に関わって欲しくないとすら思っていたフシもある。
美雪と再会した直後は彼女の存在をまったく忘れていたが、思い出してからは無二の親友となる。
ハーフとして日本社会には異質な、髪や瞳の色に代表される容姿や祖父譲りの荒い口調から学校では「不良」のレッテルを貼られており、美雪や万騎のような彼女を理解している者以外のクラスメイトら周囲の一般生徒からは少し敬遠されている。特に生活指導などを受け持っている一部の教師には露骨に嫌われており事あるごとに髪の黒色への染色やカラーコンタクトの着用など「周囲の生徒への悪影響」を理由（根拠はなく、これは教師個人の「異質」に対する「生理的な拒絶」である）に「外見から日本人らしくある事」をことさらに強要・強制されており、それに反発しているがために、ますます「不良」扱いされてしまっている（これは強要している学校側に否がある）。
そのため美雪が来るまでは学校を拒絶しており、池袋周辺の繁華街を徘徊していた。そのうちに同地で開催されるバイパーズ・レイブに必ず顔を出すようになり静馬の強さに惚れ込み、彼の追っかけをするようになる。後に登校拒否児対象の追試と補習で美雪が同じクラス、また担任が静馬の実姉と知ってからは自己主張はそのままだが、とりあえずは学校に来るようになる。
泉谷 万騎（いずみや かずき）
四葉中学校2年C組の風紀委員。恐るべき弁舌の達人であり、校内外のトラブルに干渉しては得意の弁舌で解決している。ブラインド・シティ・ガーディアン（B.C.G）に所属しており、トラブル解決に彼らの力を借りることもある。弁舌だけではなく古武術の使い手でもあるが、実力行使にでることはめったにない。神崎唯とは幼馴染で九条鳴海とは悪友関係。冷静沈着な人物なのだが、自身を遥かに上回る能力を持つ人類規格外の慶一郎と相対すると地を覗かせることもある。
検事を目指しており、大門高校に進学後。Kファイトと並ぶ名物となる学園法廷「Jコート」を始める。
神崎 唯（かんざき ゆい）
四葉中学校2年C組の学級委員長で泉谷万騎の幼馴染。良く言えば常識的、悪く言えば小市民なタイプで、中学生としては良くも悪くも型破りな万騎には振り回されている。
九条 鳴海（くじょう なるみ）
四葉中学校2年C組所属で泉谷万騎の悪友。肉体派で万騎とは毒舌を応酬しあう仲。何を考えたのか「人間凶器トリオ」全員に弟子入りする。
実は物心付いたときから人の行動が先走って像で見えるという能力（本人はゴーストと命名）を持っていた。美雪に片思いしているようで周囲（特に万騎）には丸判り、「史上最強の父」を持つ彼女に告白するのは命がけだと哀れまれている。大門高校に進学後、Kファイトチャンプとなる。
斉藤 肇（さいとう はじめ）
通称・マメキュー。慶一郎の四葉中学校在校時の姿を知っており、当時唯一彼に殴られなかった教師である。理由は慶一郎曰く「殴ったら死にそうだったから」。慶一郎の四葉中学の教師の粛清を楽しむなど飄々とした性格。
早乙女 蔵人（さおとめ くらんど）
慶一郎の四葉中学校在校時の後輩。現在は同中学の教師。周囲から何を言われようとも自らの正義を（力ずくで）貫いていた慶一郎にあこがれていたが、現在は社会生活を送る中で事なかれ主義の処世術を身に着けてしまい、平凡な性格になってしまっていた。しかし美雪の授業参観に来た慶一郎の姿に再び熱き魂を取戻し、万騎から預かっていた「四葉中学教師陣閻魔帳」とも言える告発ファイルを元に慶一郎と共に上司・先輩・同僚の告発と内部粛清（実質的には粛清という名の私刑のオンパレード）を開始する。万騎が彼にファイルを預けたのは、彼が物事を「常識的」に対処できる事なかれ主義的な処世術の持ち主かつ良くも悪くも無私であり野心も低い人物であったが為であり、このような使われ方は全く想定していなかった。
霧島（きりしま）
四葉中学校教師。教師としては最悪の人物で自分に甘く、他人に厳しい、責任転嫁、パワハラ、セクハラ、援助交際なんでもありの俗物。紗羅を攻撃し生活を矯正しようとしている教師の筆頭。実在のモデルがいるらしい。慶一郎の粛清の最優先ターゲットとなる。

### バイパーズ
チーム名、およびその関係者を記載。古参チームの何名かは東方流玄より「神威の拳」の指導をうける。
草彅 静馬（くさなぎ しずま）
静馬1人で構成されている。チーム名は不明。草彅静馬についての詳細は、前述の大門高校関係者を参照。
テーマ曲はベートーベンの第九
ペインキラーズ
レイブに参加するのは氷室那智1人。
泉谷万騎の談によれば、神谷大作もペインキラーズ所属らしい。
氷室 那智（ひむろ なち）
静馬の友人であり、古参バイパーズチーム「ペインキラーズ」のリーダー。バイパーズの中では静馬に次ぐ実力を誇る。毒島天堂の弟子で骨法の使い手。初登場時はひょろりとした175cm近い体型、肩まで届く長髪にバンダナと静馬とも似通ったイメージだったが、ふち無し眼鏡に整った髪形の優等生的イメージのキャラクターに変わる。
実家は剣術を伝承しており、鬼塚家とも交流がある。父親は飛天流道場に出稽古に来ていた時期があり、飛天流伝承者に伝えられる刀「綺（あや）」を預けられていた。前述の身の上から一時期、涼子に理不尽なまでの嫉妬を受けていた。
神威の拳に関してはまったくの無知でありながら、京極刹羅との対戦では刹羅と引き分けるなど、人外魔境な本作中にあって健闘している一般人。後に自らが習う骨法の奥義とも言える技「神威」を身に付ける。決め手となる技を得たことで格闘家として一段上の実力を身につけ、V-1エクストリームでは静馬を追い詰めるまでにいたった。V-1エクストリーム予選を無敗で勝ち抜き、本選において静馬と戦い善戦するも敗れている。大会後、出会った東方流玄に神威の欠点（実は神威は神威の拳と原理的には同じであるが神気の蓄積が不十分な未完成の技であった）を指摘され、静馬と互角に戦えるようにしてやるという言葉に乗り、彼に弟子入りしている。神威の技名を「ワンショット・アット・グローリー」と命名したが、静馬や流玄には「ワンカップ大関」呼ばわりされている。
常識度ではひとみと並んで悲しいほどに一般人だが、こと格闘となればバイパーズNo.2の名は伊達ではない。
なお、バイパーズ・レイヴにおいて流すテーマ曲は、本人の人柄に似合わないヘヴィメタル&ハードロック系だが、聴き専で楽器演奏などはできない。
Knights.Of.Gold
京極刹羅、久遠七瀬、不動秋嵩の3人で構成されるチーム。それぞれについての詳細は、前述の京極家関係者を参照。
テーマ曲はワーグナーのニーベルングの指環。
真聖紀魔界絶技団（しんせいきまかいぜつぎだん）
デルモンテ＝嘉門をリーダーとするチーム。人数は少なくとも20人以上。満月の夜にしか現れない。
デルモンテ＝嘉門（デルモンテ＝かもん）
バイパーズ。ヘヴィメタバンドメンバーのようなメイクを施した男。その風貌から色物系を思われがちだが、実は一度静馬と戦い引き分けているという実力者。体操選手のような無駄の無い筋肉をしており、全身に仕込んだ武装（花火やゴム製のトゲなど安全は考慮）を絡めて戦う。自身の提唱する「イロモノ三倍段」の理論により意外と強い。全バイパーズ一知能指数が高いといわれ、頭も切れる。一人称は「我輩」。
作中ソルバニアの魔王と馬が合い、その力を借りて涼子たちに協力する。その際の名前は「ヘルマスカーD」。魔界から「魔力」と称する現時点では謎のパワーを引き出して戦う。ただし、その場合も元々のバイパーズとしてのキャラクター（あるいは地？）のままのため、傍から見ると奇怪さに拍車がかかっている。「魔力」は枯渇したり、あるいはパチンコのように確変突入してでたらめにパワーアップしたりと節操がない。
アースシェイカーズ
ハルこと仁志雅春をリーダーとする古参のチーム。氷室那智同様に東方流玄より「神威の拳」の指導をうける。
ワイルドアンセム
ザキこと坂崎英造をリーダーとする古参のチーム。氷室那智同様に東方流玄より「神威の拳」の指導をうける。
ブラック・チェンバー
バイパーズの不良チーム。リーダーは黒木。慶一郎によって壊滅。裏で暴力団とつながっていた。
黒木（くろき）
「ブラック・チェンバー」のリーダー。
涼子にやられた腹いせにひとみを誘拐して人質とし、強姦によって復讐を果たそうとした。その計画は静馬と慶一郎の助けにより、半ばで破られたが、その折に拳銃を使用したことで慶一郎の逆鱗に触れ、メンバーもろとも半殺しにされ一生残る後遺症を負った。
この事件によって涼子は剣術を習う決意をする。
その後ソルバニアの魔素を受け、ブラック・ノヴァ1号として復活。しかしV-1エクストリーム最終戦において共に復活した野庭と共に静馬と刹羅のコンビに倒された。

メガ・ノヴァ
バイパーズの不良チーム。リーダーは野庭。裏で暴力団とつながっていた。お面男によって暴力団ごと壊滅。
野庭（のば）
「メガ・ノヴァ」のリーダー。暴力団組長の息子。
ある日沙羅を捕まえようとして攻撃を受け、さらに涼子とひとみにちょっかいを出したため静馬と那智にさらに攻撃を受けた。そしてその後野庭の家において、野庭の事務所を潰していたお面男に遭遇し、メンバーもろとも半殺しにされた。
その後ソルバニアの魔素を受け、ブラック・ノヴァ2号として復活。しかしV-1エクストリーム最終戦において共に復活した黒木と共に静馬と刹羅のコンビに倒された。

ガスタンク
人数は5人。全員が肥満体形。静馬から角界かお笑い界へ行けと言われている。
フライング・シーマンズ
イロモノチーム。あまりにももてないがために水泳の暗黒面に捕らわれたらしい。人数は7人。コスチュームは常に海パン、水泳帽そしてゴーグル。
真鶴においてソルバニアからの魔素に憑かれ魔獣化するが、慶一郎と涼子によって倒され、元に戻った。

### その他の登場人物
お面男
池袋周辺に出没する謎の大男。ヤクザや暴力団の事務所を潰してまわっている。
夜店で売っているアニメキャラクターのお面を常に着けており、着けるお面のキャラクターに合わせた技を操る。
大門高校関係者から見れば、どう考えても中の人は慶一郎なのだが、本人はシラを切り続けており、その正体を探ることはタブー視されている。
一度だけバイパーズとしてバイパーズ・レイヴに参加。その時のお面はアンパンマン、テーマ曲は「アンパンマンのマーチ」だった。
他のバイパーズたちを圧倒するも、最後に静馬と戦い、静馬の攻撃でお面が壊れたため、アンパンマンのセリフを言って逃げた。
姫川 雷蔵（ひめかわ らいぞう）
姫川流古流柔術道場の師範。姫川沙羅の祖父で「人間凶器トリオ」の一人。長身の鉄斎とは逆でかなり小柄な体格。涼子曰く「静馬が爺さんになるとこんな感じ」。
息子がアメリカ人の女性と結婚したために半ば絶縁同然の仲になるが、道場の跡継ぎとして沙羅を呼び戻す。
しかし沙羅には嫌われ（というよりどう接して良いか互いに判らなかった様子）、紆余曲折の末、「下宿人」として扱うことで和解する。
前述の事情で沙羅が家出、鬼塚家に転がり込んだ際に鉄斎と対立するが勝負がつかず「代わりに弟子に勝負させる」という大人気ない部分も目立つ。また、若い頃は「爆薬作り」に凝っていた時期があった。
毒島天堂、鬼塚鉄斎らとは、同じ古流武術から派生した流れを汲むこともあり、色々と因縁がある模様。
毒島 天堂（ぶすじま てんどう）
氷室那智の骨法の先生で、自らの道場「神武館」を経営している。
普段は物静かな老紳士だが、武闘家としてのスイッチが入った途端、人間凶器と化す。
鬼塚鉄斎、姫川雷蔵らとならんで、「人間凶器トリオ」と呼ばれ、その名の通り若い頃に暴力団に殴り込んだり、怪しげな宗教団体を壊滅させたり、その行きがけついでにホームレス狩りを退治した経歴がある（番外編4巻「痛快! 地獄の三匹がゆく!!」を参照）。
若かりし頃、3人の中では最もプレイボーイだったが、曰く「継ぐ家も無かったから」と、ちゃっかり独身で通している。だが、続編『真リアルバウトハイスクールXX』では息子である「毒島號天（ぶすじま ごうてん）」が登場している。
本名は毒島天童
南雲 千鶴（なぐも ちづる）
慶一郎の祖母で元・飛天流師範代。若き日に東方流玄との間に娘・景子を為し、その娘の子である慶一郎に武術の基礎を仕込んだ。「人間凶器トリオ」たちのかつてのマドンナであり、3人に飛天流の技を分割して継承させた。
東方 流玄（ひがしかた りゅうげん）
「神威の拳」の使い手であり、南雲慶一郎、草彅静馬の師。作中では後にウィラード・ゲイツやその刺客にも神威の拳を教え、氷室那智以下のバイパーズにも「神威の拳」を伝授する。
なにを考えているか最初から最後まで全く判らない謎の人物でありながら、本作品の根幹に深く関わっている。東方流玄の名は称号のようなものであり、本名は京極慶景（きょうごく よしかげ）。慶一郎の祖父でもある。
御剣 丞太郎（みつるぎ じょうたろう）
涼子の父親で考古学者。発掘地は大抵文化的に男は髭を伸ばす風習がある為、発掘中はむさくるしいひげ面だが、剃ってしまうと情けないぐらいの優男で涼子の持つ「女らしいパーツ」は彼の遺伝である。
草彅 虎之助（くさなぎ とらのすけ）
静馬の父親でありヨーロッパで活躍する音楽家。虎縞ネクタイがトレードマークで、その性格は「この親にしてこの子あり」なタイプ。
ミアン・キュービィ
自称南雲のマネージャー。あまりにも整いすぎた美貌から、サイボーグビューティーとも呼ばれる。大門高校に訪れる際に必ず挑戦者を連れて来校する謎の女性。ウィラード・ゲイツの意を受けて行動している。
ウィラード・ゲイツ
ニューヨーク暗黒街の帝王と呼ばれるマフィアのボス。その身長は3mに達し、10頭身という非常に整った体躯を持つ。バリツを修得しており、その巨躯を完璧に操る高い戦闘能力を誇る。単純な肉弾戦においては、南雲慶一郎、草彅静馬を圧倒する。
1年前に南雲慶一郎に敗北し、長い間こん睡状態にあったがソルバニアの4神官によって復活し、東方流玄より神威の拳を伝授される。特殊な体質を持つようで、通常一個人に一種類しか持たない神威の神気を、「天・ソーラーフィンガー」と「月・ルナティックフィンガー」の2種類持つ。
慶一郎に負わされた傷を魔法で修復し活動している。魔法は神気によって打ち消される性質を持つため、ゲイツにとって神威の拳を使うことは自殺行為に等しいのだが、対極の属性を持つ神気を体内に循環させ相殺させることで神気が循環しない空隙を体内に作り出し、そこに魔法の核を置くことで神威の拳の使用を可能にしていた。しかしその核は同時にこの上ない弱点ともなり、慶一郎との再戦の際、それを貫かれることで敗北した。
ケイン・バーネット
自称忍者の外人で、自称「名探偵ジム・バーネットの孫」。習い方がおかしいのかわざとなのか、とてもうさんくさい日本語を話す。相手を煙に巻くことに非常に秀でており、それは慶一郎をして「奴に勝つのは俺でも難しい」「勝ったのに負けた気になる」とまで言わせるほど。
「権力と財力と暴力に頼る大物気取りの俗物」が嫌いという部分は慶一郎と共通しているが、自分の起こした厄介ごとの後始末を全て慶一郎に押し付けるのを楽しんでいる節がある。しかし慶一郎はなんだかんだと言っても結局、彼の事を友人として好きだと自分で認めていた。ただし、彼の「厄介ごと」で慶一郎が死にかけた事も一度や二度ではないらしい。ICPOに天敵がいる。
花京院 綾音（かきょういん あやね）
尼崎で戸隠流忍術を伝承する花京院家の次女。外見はそっくりで自分より優秀な年子の姉・香澄に対してコンプレックスを持ち、どうにか脱却したいとケインに誘われて東京に出てきた。EX編『バカが忍者（シノビ）でやってくる!』に登場。
レイチェル・ピンカートン
ICPOに所属する捜査官でケインの天敵。マシュマロマンそっくりのはちきれんばかりの肉体を持ち、どんな習い方をしたのかザマス口調のキンキン声の日本語を使いこなす怪女。キンキン声は日本語だけで英語だと年相応の、かなりのセクシーボイスを放つ。
実は極度の甘党で、現在の姿は小豆餡の和菓子にハマった結果。太る前は抜群のスタイルを持つセクシー美女だった。EX編『バカが忍者（シノビ）でやってくる!』に登場。
レックス・ディザスターマン
本名：レックス・レイヴン。22歳。アメリカ出身の新人プロレスラーだが、デビュー戦で相手を再起不能にしてしまい、半年後出場したトーナメント「アルティマ・テューレ」の出来レースぶりに憤慨して決勝の対戦相手（シナリオ上の優勝者）を再び潰してしまう。
リアルファイトとは程遠い世界にフラストレーションが溜まっていたが、ウィラード・ゲイツに目を付けられ「地の八極魔素」を埋め込まれて日本にやってくる。
彼がストリートギャングのリーダーだった時、凄まじいまでの戦闘力で彼のチームを叩き潰したのが当時近所の中華レストランで働いていた慶一郎だった。
飛島 十真（とびしま とうま）
初めて飛鈴が来日した際、姉弟として同伴した飛鈴の従兄弟に当たる人物。留学生として来日。飛鈴の指示に従うという条件で同行を許されたが、彼は彼なりの私情を持っていたため、飛鈴の指示を破って慶一郎と闘おうとする。後に静馬とも闘う。
「飛島十真」とは彼が留学生として行動するために用いた偽名で、本名は「トーマ・烈（リー）」。
烈 玲鳳（リー・レイファン）
烈一族の女性。飛鈴とは同年代であり、スーパーモデル並の長身とスタイルを誇る美女。慶一郎の「花嫁候補」の一人だったが彼女の家は一族の表家業でかなりの稼ぎ頭だったため、幼いころからかなりの我儘が通ってしまう立場だった。慶一郎が一族に取り込まれかけた際に「花嫁」としてあてがわれるのは御免だと飛鈴に押し付けたが、その後の慶一郎の脱走や飛鈴の負傷などが起こり長く後悔していた。
犀蓮の命令で「花嫁選びのやり直し」をする事になり、協力するが7年前には袖にした慶一郎の実力を目の当たりにして「別の意味で後悔する事」になった。
優秀な企業家であると同時に「満漢全席からジャンクフードまで」貴賤を問わぬ博愛主義的な美食家でなおかつ大食い女王。慶一郎の料理の腕前を知ってからはビジネスパートナーとして組む事を持ちかけている。利に聡すぎる成金根性が徐々に露呈するにつれ、大門高校の生徒達からは菱沼奈々子と同レベルの存在と評価されている。
烈 犀蓮（リー・サイリャン）
烈一族の女性。一族の相談役であり、占星術も修めた烈式聖獣拳の老師でもある女丈夫。
芍花、苺花（シャオファ、メイファ）
烈一族の双子の少女。慶一郎の警戒心を緩める目的もあって連れて来られた。天真爛漫を絵に描いたような2人で物怖じするという事がない。犀蓮の弟子でもあるらしく若干の気功療法を使う事が出来る。
烈 黄龍（リー・ウォンロン）
烈一族の長老にして烈式聖獣拳最強の使い手、飛鈴の祖父でもある。香港を訪れた慶一郎を暗殺対象と間違えたことが切っ掛けで眼を付け、一族に迎えようとした。
「人間凶器トリオ」に匹敵する人物であり、「自分はこう言った爺さんに妙に好かれる」とは慶一郎の弁。
榊原 烈膳（さかきばら れつぜん）
京極幻弥が慶一郎との対決に備えて雇った剣術使い。居合いを得意とし涼子と死闘を繰り広げる。涼子が流派を名乗ったのを見てわざわざ即興の流派名を考えるなど、ノリは良い。
澁澤 右京（しぶさわ うきょう）
占い師。「星詠み」と呼ばれる力ですべてを見通すが、どんなことでもいずれ自分に利益が出る場合にしか動かない。その性格は自堕落、我侭、享楽的で人間としては信用できないと大作に言われている。大作を舎弟として世の中に干渉している。勇者を導く賢者を自称しており、慶一郎や涼子に的確な助言を与えている。
雑誌にビター・マーシュという名で占いコーナーをしている。非常に限定的かつピンポイントだが、当然的中率は100%。女性に人気が高い。
大作を使って慶一郎に悪人の居場所を垂れ込み、慶一郎によってそれが壊滅させられる様を大作に撮影させ、そのビデオを鑑賞するのが楽しみ。
彼自身の証言によれば「星詠み」自体は全自動でオンもオフもできないらしく、古典落語のような玄人芸か「素人がそうとは知らずに起こす奇跡」が面白く感じるらしい。
ドクター＝マックス・村雨（ドクター＝マックス・むらさめ）
世界の平和を維持する秘密結社「オリオン」所属の科学者。神威の拳に関しても詳しく、「覚醒者」のことを涼子に教えた。
「オリオン」の目的を達成する最善の策だと言ってエルサレムとバチカンへの核攻撃を提言する「確信犯的な危険人物」。
非常に優秀な頭脳を持ち、大門高校関係者にソルバニアのことを分かりやすく解説するのだが、「解らないことの断定は避ける」という非常に科学者らしい態度を崩さないため、生徒たちからは今ひとつ軽んじられている。
コールドスリープや身体改造を繰り返してソルバニアが作られた時代でも生きており、タイムマシンを作ったりしているらしい。
タマーラ・アルカージェヴナ・バラキレワ
「オリオン」所属潜水艦アトラゴンの女性艦長。42歳で結婚はしていないが娘がいる。
大門高校生徒の願望により、高校敷地内ではレイハの魔法の影響で幼女化している。通称・タマちゃん。
番場 保範（ばんば やすのり）
誇大妄想の気があるケチな詐欺師。寄生生命体の宿主となり、宗教団体を隠れ蓑に寄生生命体の卵をバラ撒き犠牲者を増やしていった。寄生生命体が「覚醒者」拝暁人に脅威とみなされたことで、消滅させられた。
拝 暁人（おがみ あきと）
チベットの奥地で「覚醒者」となるべく育てられた神威の拳の使い手。電撃の速さで移動し、相手の遺伝情報を読みとって対象となる人間のみを塩の柱に変えてしまう拳「シヴァの雷」を使い、さらには無差別攻撃モードとも言える「ルドラの爆雷」を持つ。
水守 真名（みずもり まな）
拝暁人の姉で「オリオン」に所属して彼を探していた。かつて慶一郎と恋愛関係にあったらしい。
霧林 あずみ（きりばやし あずみ）
アーリー・デイズ編の登場人物。後に本編にも登場。原作と漫画、アニメでは設定が大きく異なる。
白鳳女学院2年生で形式だけの武術となってしまった霧林流薙刀術を再興するために試行錯誤している、というのが原作の設定（アニメ及び漫画版では大門高校の生徒）。
その再興の一環として、本物の武術とはいったいどんなものなのか知るために、我流で剣術をやっていた涼子（当時はまだ飛天流に入門していない）に目をつけ勝負を挑む。
その後本編に登場した時には、榊原烈膳との戦いによる精神的ショックにより剣が握れなくなった涼子にアドバイスを与えた。
藤堂 雛乃（とうどう ひなの）
アーリー・デイズ編の登場人物。後に本編にも登場。大門高校校長、藤堂鷹王の次女。白鳳女学院1年に在籍し霧林あずみの取り巻きである。チアリーディング部に所属し、家伝の捕り手術の使い手でもある。
母方の実家である菱沼本家の教育を受けて育ったため極めて女尊男卑の意識が強く、本家の後継者である母を嫁にした父親を毛嫌いしている。
藤島 夏美（ふじしま なつみ）
アーリー・デイズ編の登場人物。後に本編にも登場。放送部所属の2年生（本編では3年生）。大作に誘われてKファイト実行委員会の旗揚げに関わった。初代Kファイト実況担当で、多くのKファイトで実況を担当している。
久留間 泰蔵（くるま たいぞう）
アーリー・デイズ編の登場人物。青木美沙緒の後輩で声楽家。もみあげからアゴヒゲまで繋がった鬣のようなヘアスタイルはライオンのような印象を持ち、極めて逞しい肉体美の持ち主。静馬とのKファイトを経て美沙緒にプロポーズ、結婚した。
高橋（たかはし）
アーリー・デイズ編の登場人物。文化系サークル「現代科学研究所」の所長を務める二年生。後に本編にも登場。Dr.村雨ばりにソルバニアに送られた者の創った「MY宇宙」の解説を行った。
新撰組（しんせんぐみ）
アーリー・デイズ編に登場。漫画版からのスピンオフ設定だが涼子以外のメンバーは別人。後に本編にも登場。
鬼頭 林檎（きどう りんご）
シンセンブルー。カウガールファッションに身を包んだ女子生徒。飛び道具全般を研究する同好会「ガンマンズ・ソサエティ」所属の二年生。
鳥居 亜矢（とりい あや）
シンセンイエロー。女子レスリング部所属の三年生。掛け持ちで手芸部内の「あやとり研究会」にも所属している。文化祭では「バニーガール喫茶」でウェイトレスをしていた模様。
織部 志帆（おりべ しほ）
シンセングリーン。数学研究会所属の二年生。
柿木 多詠子（かきのき たえこ）
シンセンピンク。カードゲーム部所属の一年生。

## 漫画版
月刊コミックドラゴンに1998年12月号から2003年4月号まで連載された。御剣涼子を主人公におき、小説本編の半年前が描かれている。題名は『リアルバウトハイスクール』。
原作者雑賀礼史は、漫画版作成に際していくつかのキーワードを提示しただけであり、内容はいのうえ空のオリジナル作品となっている。後に雑賀礼史によって「アーリー・デイズ編」として小説化されるが、こちらは原作者の解釈に基づいて再構成されており、漫画版とは内容に大きな差異が見受けられる。

### 漫画版の登場人物
※印のある人物は小説版に解説があることを示しており、その人物については小説版で解説されていることの補足や相違点を記述する。

#### 大門高校関係者（漫画版）
御剣 涼子（みつるぎ りょうこ）※
新撰組の隊長を務め、モーゼルとのKファイトではGと闘うが途中で葵に譲り、導かれるように静馬と出会い決着をつける。静馬の連撃の前に一度は倒れるが、神威の拳「炎の虎」を両断し、勝利を収める。
草彅 静馬（くさなぎ しずま）※
モーゼルの一員としてKファイトに参加するが離反、第3勢力「草彅静馬同好会」として再参加する。羽柴大芳、マイナと闘った後、涼子と決着をつける。ヌンチャクを用いた変則的な体術で一度は涼子をダウンに追い込むが、切り札として放った「炎の虎」を両断され、敗北した。
神谷 大作（かみや だいさく）※

結城 ひとみ（ゆうき ひとみ）※

獅子倉 達哉（ししくら たつや）※
剣道部主将にして、涼子と対等に試合のできる唯一の部員。
後藤 史織（ごとう しおり）※

古賀 大地（こが だいち）
昔チョキの使い手。空手部員で、静馬の練習相手を務めるほどの腕前を持つ。
霧林 あずみ（きりばやし あずみ）※
大門高校3年生で、花道部所属。通称「仏のあずみ」。獅子倉に積極的にアプローチをかけており、同じく獅子倉を好きな涼子にいやがらせをすることもある。
霧林流薙刀術免許皆伝の腕前、精神面を鍛えるだけになってしまっている流派を独学で再興させることを目指している。恋敵ではあるが、涼子の剣術の腕前は認めており、獅子倉の転校により戦う理由を見失いかけている涼子の「壁」となって立ちはだかった。
藤堂 鷹王（とうどう たかお）※

菱沼 奈々子（ひしぬま ななこ）※

藤島 夏美（ふじしま なつみ）※
放送部所属の2年生。Kファイト実行委員を自称し、多くのKファイトで実況を担当している。
中村 環（なかむら たまき）※
放送部所属の1年生。
磯崎（いそざき）
大門高校生徒会長。三兄弟の二男で、三兄弟で代々生徒会長をしているが、大門高校では「生徒会長なんていたの？」と言われる立場（Kファイト実行委員会設立後はなおさら影が薄くなっている）。
高校および町の安全を守る名目のもと「新撰組」を立ち上げ、バイパーズの代表チーム「モーゼル」とKファイトで戦わせた。秘密裏に行われたはずであったが全て校長にばれており、校外で無断でKファイトをしたために停学処分となった。
早乙女 巌（さおとめ いわお）※
体罰教師であり、それにより生徒からは恐れられ、嫌われている。自らに従わない静馬にKファイトを挑むが、圧倒的な力の差を見せ付けられる。
金田克将（かねだ かつまさ）※

弥永 源太郎（やなが げんたろう）※

#### 新撰組
朝比奈 葵（あさひな あおい）
大門高校生徒。昔世話になった教会を時々手伝い、神父が子供達に教えたスポーツチャンバラの相手もしている。かつてはGと同じ孤児院にいたが、互いに異なる新しい家族に引き取られた。後にGと再会し、彼が暴走した時に身を守ることが出来るように剣術を教えられるが、その数年後にGは姿を消した。左目の視力を失ったGを理解するため、自ら左目を眼帯で塞いでいた。眼帯を外した左目の近くには古傷がある。
モーゼルとのKファイトでは、涼子から譲り受ける形でGと対戦。互いの時間を動かすためにと、眼帯を外して決戦に挑んだ。劣勢を強いられていたようだが、最終的に重傷を負いながらも勝利を収める。
桃井 めぐみ（ももい めぐみ）
北高生徒のレスラー。小さい頃は体が弱く、強くなるためにレスリングを始めたのがきっかけである。実家は中華料理屋。
モーゼルとのKファイトでは羽柴大芳と対戦。苦戦を強いられるも辛くも勝利を収め、互いに実力を認め合った。
黄 少星（ほう しゃおしん）
中国からの留学生（江南省出身）の孤児。少林寺拳法の達人で、蛇節鎖（鎖の先に球が付いたもの）という武器をよく使う。経緯は不明だが、師匠からは悪人を200人捕まえて中国へ帰れば免許皆伝であると伝えられたらしい。
モーゼルとのKファイトでは明日香とともに椚京一と対戦。
黒成 明日香（くろなり あすか）
北高生徒の自称・忍者（実質は忍者オタク）。テレビを見て忍者に憧れを抱き、少しでも本物に近づこうと11年間修行を積んだの結果、火薬の扱いと変わり身のみ修得している。しかし、火薬の量を間違え大きな爆発を起こすことも多く、忍術ではなくテロと呼ばれることも多い。忍術はともかく、諜報に長けている。
モーゼルとのKファイトでは少星とともに椚京一と対戦。新撰組解散後は椚を師匠と仰ぎ、半ばストーカー気味に追い回している。
美里 緑（みさと みどり）
烽火女学園生徒。非戦闘員で、生徒会長たちへの報告書作成などが主。磯崎財団に勤めていた父親が、会社の不祥事を背負わされ警察に捕まっており、財団の不正を世に出すためにハッキングの能力を身につけている。
モーゼルとのKファイトでも戦闘には参加せず、磯崎財団のコンピュータにハッキングを仕掛けた。単身で乗り込んだため、財団関係者に見つかりピンチとなるが椚に救われる。その結果もあって、父親はすぐに釈放されることになる。

#### モーゼル
G（ジー）
葵と同じ孤児院の出身。ヤクザの組長に引き取られ、組長の近衛部隊（暗殺部隊）に所属していた過去があり、その時に剣術を修得している。組長の死亡後、部隊内で殺し合いが勃発、その中で唯一生き残る。そういった過去から血を見なければ生きられないほどであり、葵とのリハビリである程度は克服したようだが、再度葵の前から姿を消し、磯崎財団の下でモーゼルを結成する。新撰組との対決も違法賭博に利用したり、その他の行動もビジネスと割り切っている。
Kファイトでは涼子、葵と対戦し、葵相手に圧倒的に闘いを進めるが、最終的に敗北している。
マイナ
かつては殺し屋であり、Gに負けた後につき従うようになる。仕込んだ鉄心を音叉ように用いて超振動波を発生する棒を武器とし、その振動により相手の肉をえぐるという特殊な攻撃を仕掛ける。
Kファイトでは静馬と対戦し、その特殊な武器で苦しめるが、静馬に武器の性質を逆に利用され敗れ去る。
羽柴 大芳（はしば たいほう）
ボクサー一族で育ち、自身もボクサーを目指していたが、自分の人生に疑問を持つようになり、バイパーズ・レイブに明け暮れるようになる。Gに誘われモーゼルに入るが、Gのしていることには否定的。
Kファイトではめぐみ、静馬と闘い、ともに敗れている。戦いの後めぐみと付き合うようになり、プロ試験も受ける予定である。
椚 京一（くぬぎ きょういち）
代々忍者の家系で、自身も現役の忍者。父親は磯崎財団に仕える忍者で、自らも財団の指示に従わざるをえない状況を不満に思っている。
Kファイトでは明日香、少星と闘い、圧倒するが勝ちを譲り、自らは抜け忍となる覚悟で磯崎財団を裏切った。戦いの最中に親に家督を譲られ忍者から足を洗うが、明日香に忍者の師匠としてまとわりつかれ困り果てている。

#### その他の登場人物（漫画版）
御剣 まどか（みつるぎ まどか）
涼子の手加減無用の攻撃により、大門高校から運ばれてくる患者に日々頭を悩ませている（病院内で涼子は「木刀番長」とあだ名されている）。
永瀬友也（ながせ ともや）
北高校生徒会長。
飯田 純（いいだ じゅん）
烽火女学園生徒会長。
磯崎社長（いそざきしゃちょう）
磯崎財団社長。磯崎三兄弟の父。Kファイトの対決を利用し違法賭博を行っていた。一連の不祥事の責任をGに押し付ける算段であったようだが、逆にGによって部下の岩田が逮捕されるよう仕向けられる（もっとも、磯崎社長に仕向けることも出来たはずで、脅しとしての意味合いが強い）。その後、対決の模様を記録したビデオを回収しに来た何者かに襲われ入院する。
鋼鉄の鎖団（こうてつのくさりだん）
バイパーズ。涼子にやられた復讐に涼子とひとみを肉奴隷にしようとするが、逆に返り討ちにあう。アーリー・デイズ編にも登場したが、その時の名前は「聖鉄鎖十字軍（セント・バインド・クルセイダーズ）」だった。
南雲 慶一郎（なぐも けいいちろう）（※）
名前も出ず、4コマのみの登場。
鬼塚 美雪（おにづか みゆき）（※）
名前は出たが、4コマのみの登場。

## 用語
Kファイトシステム
草彅静馬によって提唱された、大門高校内での生徒間の揉め事を、双方合意の上でルールに則って勝敗を決定するシステム。
有志で組織された「Kファイト実行委員会」が運営・管理を行う。挑戦を受ける側に勝負の内容を指定する権利があり、対戦内容は格闘に限らずオセロや将棋といったボードゲーム、カルタやトランプなどのカードゲーム、果ては「紙飛行機の飛距離比べ」まで様々。イニシャルであるKは「ケンカ」の頭文字。
仙術気功闘法・神威の拳
有史以前より伝わるとされる古武術の一種とされている。特殊な呼吸法によって体内の気を操り、浮遊・自由落下速度の軽減、神速での移動、離れた相手を攻撃する等々、通常の人間には不可能な様々な体術や行動を可能とする。しかし、神威の拳には決まった技や奥義などは無く、鍛錬方法や技などはすべて体得した個々人による自己流である。
体得した個々人によって違う性質を持ち、道教思想の八卦になぞらえて天・月・雷・山・風・火・水・地に大別されると言われている。京極の教えでは「七つの流法」に分類されるとのこと（刹羅の言）。単純に言うなら静馬が「炎」で刹羅が「風」である。しかし個々の違いがあるため、あくまでおおよその分類にすぎない。「月」の属性は他と多少毛色が違い、他の属性の神威に対して効果を発揮したり、神秘的な能力を生み出すといった傾向にある。神気の性質は各人の個性が強く出るため、親子や血縁者でも同じ系統になることは少ないということも自己流が基本となる理由。
使い手は総じて高い身体能力を獲得し、神気を用いることで細胞を活性化し如何なる肉体的損傷も治癒する「超回復」が出来るが副次的効果として「若返る」というモノがある。作中で慶一郎が行った際には大量の老廃物（垢）が発生して体重が10Kgほど減少、年齢的には5歳から6歳若返った。
使い手同士ではそのイメージを目視できるが、通常の人間には見ることができない。しかし、ソルバニアが関わるなど一定の条件下では常人にもそのイメージが目に見えるようになる。
当初は前述したように仙術や魔法ともいえるような人間に特殊な力を与える手段と捉えられていたが、話が進むうちにきな臭い目的が伝承の裏に隠されていることがわかり、神威の拳が武術ですらない可能性さえ出てきた。その信憑性を裏付けるのが、神威の拳を極めた者がなってしまう通称・“覚醒者（アートマン）”である。研究者によると覚醒者は人間の体内にある免疫の地球バージョンのような物だとのこと。チベットにはその覚醒者の育成機関が存在しているらしい（拝暁人の家族からの証言）。
覚醒者はその力を発動させた時点で自らの意思ではなく星の意思で行動するようになり、生態系において脅威となる存在を取り除くため戦うようになる。そのためDr.村雨は本人の資質（個人としての善悪）とは関係なく誰がなっても構わない」と結論付けている。人の意思によるものではない無我の力は、人の意思を具現化する魔法を打ち消す性質を持ち、覚醒者、特に「闇神威」の使い手に殺された存在は「強制的に成仏させられる」。
闇神威
京極分家に伝わる神威の拳。普通の神威の拳と違うのは練った神気が負の性質を帯びているということ。強力ではあるのだが、負の性質を持つため使用者の精神、肉体を蝕む危険性がある。この闇神威を克服するために京極分家がつくられたという経緯がある。
月の眼（グラムサイト）
覚醒者・拝暁人に接触したことによって御剣涼子の右眼に発現した特殊能力。数秒先の未来の光景が見えるほか、人外に支配された個体は「人間以外の生き物に見える」や対象物に関する情報が「テロップ（文字情報）」で表示され、これは「本人の知識」にも左右される（知らない事は文字情報化できない）。
欠点として視界内にある情報を全て捕らえてしまうため、脳が情報に追いつかなくなる。折衷案というか、解決策として発動時は刀の鍔を使った眼帯で意図的に視界を狭めている。
バイパーズ
池袋の公園を中心にして繰り広げられるストリート・ファイト「バイパーズ・レイヴ」に参加する少年達の総称。通常は複数名からなるチームを組む。
中には静馬のようにチームを組まず一人で戦う者や、デルモンテ＝嘉門を始めとするエンターテイナー的なチームまで存在する。
「ペインキラーズ」「ワイルドアンセム」「アースシェイカーズ」などの古参チームが作り上げたルールを基礎にして、カセットデッキで流す音楽で各々の陣地を誇示しあい、勝負に敗れた場合は音楽を止めさせられる事で敗北の証明とする。
バイパーズのヒーロー、静馬のテーマはベートーヴェンの「交響曲第9番」。
本来、バイパースの基本理念としては「互いの格闘の実力を試し合い、高めあう」純粋な異種格闘技戦。しかしその人気の広まりと共に、ただのアウトローを気取った不良やチンピラ崩れが「バイパーズ」を名乗り、彼らが起こす恐喝や暴行といった素行の悪さから、古参を初めとしたバイパーズの悩みの種にもなっている。
もっとも氷室那智曰く「そういった偽者は本物のバイパーズに叩きのめされてさっさと消えていく」との事。
「試作された黄道十三星座の超人類（ゾディアック・スペリオール・サーティーン）」
未来において「神威の拳」の使い手をサンプルにして造りだされた超人類。不老もしくは不死の属性を持ち、それぞれが類希な才能をもって生みだされた。彼らは自らの遺伝子にある「書き換え可能な領域」を最大限に設定されており、自分自身の経験を元に「自己進化」する能力を持つ。
小惑星帯の要塞跡に凍結受精卵の状態で隠されていたが、行き違いから「獅子座」の受精卵のみが持ち出され、その欠員を埋めて新たに作りだされた者を含めて総勢14人となる。
Dr.マックス・村雨によると自分の知り合いかもしかすると「未来の自分」が彼らを造り出したらしい。
ソルバニア
ディラックの海の底にある異世界。空が緑色、重力が地球に比べ小さい、地球では視認できない神気が見えるなどの特徴がある。この世界には魔王と呼ばれる存在が何らかの祭器に封印されているというが、詳しいことは不明。
実はこの世界は未来の地球人が開発した直径百キロのコロニーである。内部は三つの都市区画、「サーガイア」「ネメシス」「ソル=バルウ」が在り、合計して推定40億人が冷凍睡眠の状態で存在している。彼らは魔法により「完全なる宇宙」を創造することを目的としている。そのために自分たちの脳と精神を接続し、日々完全なる宇宙をシミュレートし続けている。慶一郎が召喚される場所はその過程で生まれた雛形のひとつ。
これらの「仮設された宇宙」に過去・現在・未来の人間の「魂」を収集しており、疑似霊界と言うべきシステムも構築されている。
横世（よこせ）
文化祭のイベント「K-ウォーズ」にて慶一郎が勝利した褒美にと、ベルンハルトによって「その際に大門高校に居た者全員をソルバニアに送った」事でそれぞれが「MY宇宙」で経験した「別の人生」。
帰還後は人間関係を始め、ちょっとした混乱の元になったが、一部では「横世で学んだ技術・知識を活用できる」というメリットもあった。

V-1エクストリーム
ウィラード・ゲイツが京極幻弥に開かせたバイパーズの大会。予選、最終戦、決勝戦から成る。
予選は各個人の自由戦で、最終戦開始までに3敗しなければ勝ち残れるシステム。
最終戦はタッグマッチのトーナメントだったが、静馬の提案で静馬・刹羅ペアの他ペアとの三連戦になった。
決勝戦は勝ち残ったペア2人の対決。
そしてその後、優勝者にはウィラード・ゲイツとのスペシャルマッチがあった。
魔法
ソルバニアで発明された超科学。莫大なエネルギー源である「闇王の剣シュバルツカイザー」。そのエネルギー・物質変換の演算を行う超高性能プロセッサーである「冥王の書アザナトゥース」。そしてそれらのシステムと人間の精神を接続する完璧なマン・マシン・インターフェース「魔王」。これらの三要素によって実現される人の願望を直接的に実現する力こそが魔法である。
さらに付け加えると媒介として精神感応物質『ソルバニウム（命名者マックス・村雨）』が存在し、これが各要素を連結し力場を構成することによって魔法が成立する。
「イメージがそのまま実現・実体化する」という特性上、魔法によるアイテムは「実用性を度外視した形状と機能」になることも多い。
魔法アイテム[一例]
ホンヤクデンガク
見た目は味噌田楽だが、味は入力されていないため非常に不味い。デンガクを食う必要はなく串を咥えるだけでも言語を翻訳するが、英語の授業中に使用する者が続出したため田楽を喰った上で一時間の制限付きになった。
いいくるメガホン
命令されたことには無条件に従うメガホン。浮かれる生徒を抑えるために使用するが、レイハが起きていないと効果が発揮されない。
サオダケ
糸のないリール付きの釣り竿。物理的距離や相手の重量を無視して釣り上げ、引き寄せることが出来る。応用で自身の高速移動も可能だが熟練を要する。
ハリセン
魔法による記憶封鎖を解除する効果があるが、効果を発揮するにはハリセンで叩かなければならない上、大門高校の外では効果が長く続かない。そのため、忘れる度に叩かれる。類似物として食べる事で効果を発揮する「揚げセン」も存在する。
ソルバニウム
「ヒヒイロカネ」「オリハルコン」とも呼ばれ、人間もしくは生物の意志に反応して活性化し、高エネルギーをともなう未知の素粒子を放射する。この物質を利用したナノマシンを体内に投与することで体の内外、さらには周囲にソルバニウム粒子の力場を展開しその領域内において物理法則を無視したイメージの現実化、すなわち「魔法」を操ることを可能とする。
ただし、この力場は神威の拳の持つエネルギー「神気」に打ち消されやすく、「イェネンの鬼神」と呼ばれる存在には領域内であっても魔法はその肉体に作用しない。

## 既刊一覧

### 本編
- 雑賀礼史（著）・いのうえ空（イラスト） 『召喚教師リアルバウトハイスクール』 富士見書房〈富士見ファンタジア文庫〉、全19巻
  1. 1997年1月25日初版発行（1月20日発売[3]）、ISBN 4-8291-2727-9
  2. 1997年7月25日初版発行（7月18日発売[4]）、ISBN 4-8291-2754-6
  3. 1997年11月25日初版発行（11月18日発売[5]）、ISBN 4-8291-2780-5
  4. 1998年6月25日初版発行（6月18日発売[6]）、ISBN 4-8291-2818-6
  5. 1998年10月25日初版発行（10月16日発売[7]）、ISBN 4-8291-2846-1
  6. 1999年8月25日初版発行（8月11日発売[8]）、ISBN 4-8291-2908-5
  7. 2000年7月25日初版発行（7月25日発売[9]）、ISBN 4-8291-2984-0
  8. 2001年2月25日初版発行（2月20日発売[10]）、ISBN 4-8291-1331-6
  9. 2002年5月25日初版発行（5月17日発売[11]）、ISBN 4-8291-1423-1
  10. 2003年12月25日初版発行（12月20日発売[12]）、ISBN 4-8291-1573-4
  11. 2004年8月25日初版発行（8月20日発売[13]）、ISBN 4-8291-1637-4
  12. 2005年8月25日初版発行（8月20日発売[14]）、ISBN 4-8291-1744-3
  13. 2006年3月25日初版発行（3月18日発売[15]）、ISBN 4-8291-1806-7
  14. 2006年10月25日初版発行（10月20日発売[16]）、ISBN 4-8291-1852-0
  15. 2007年6月25日初版発行（6月20日発売[17]）、ISBN 978-4-8291-1932-7
  16. 2008年2月25日初版発行（2月20日発売[18]）、ISBN 978-4-8291-3263-0
  17. 2009年2月25日初版発行（2月20日発売[19]）、ISBN 978-4-8291-3380-4
  18. 2010年5月25日初版発行（5月20日発売[20]）、ISBN 978-4-8291-3527-3
  19. 2010年7月25日初版発行（7月17日発売[21]）、ISBN 978-4-8291-3551-8

### EX編
- 雑賀礼史（著）・いのうえ空（イラスト）、富士見書房〈富士見ファンタジア文庫〉、全5巻
  - 『召喚教師リアルバウトハイスクールEX-1 カオルーンの花嫁』、1998年8月25日初版発行（8月20日発売[22]）、ISBN 4-8291-2831-3
  - 『召喚教師リアルバウトハイスクールEX-2 バカが忍者（）でやってくる！』、1999年10月25日初版発行（10月13日発売[23]）、ISBN 4-8291-2922-0
  - 『召喚教師リアルバウトハイスクールEX-3 サムライガール［明鏡止水篇］』、2000年10月25日初版発行（10月17日発売[24]）、ISBN 4-8291-1302-2
  - 『召喚教師リアルバウトハイスクールEX-4 彼女が猫になる日』、2001年5月25日初版発行（5月22日発売[25]）、ISBN 4-8291-1341-3
  - 『召喚教師リアルバウトハイスクールEX-5 ですぱれーと☆サマー』、2007年8月25日初版発行（8月20日発売[26]）、ISBN 978-4-8291-1954-9

### アーリー・デイズ編
- 雑賀礼史（著）・いのうえ空（イラスト）、富士見書房〈富士見ファンタジア文庫〉、全3巻
  - 『召喚教師リアルバウトハイスクール〈アーリー・デイズ〉1 ボーイ・ミーツ・サムライガール』、2003年1月25日初版発行（1月20日発売[27]）、ISBN 4-8291-1487-8
  - 『召喚教師リアルバウトハイスクール〈アーリー・デイズ〉2 ナデシコガールの挑戦』、2005年4月25日初版発行（4月20日発売[28]）、ISBN 4-8291-1701-X
  - 『召喚教師リアルバウトハイスクール〈アーリー・デイズ〉3 雛は舞い降りた！』、2008年8月25日初版発行（8月20日発売[29]）、ISBN 978-4-8291-3324-8

### 真リアルバウトハイスクールXX
- 雑賀礼史（著）・いのうえ空（イラスト）、KADOKAWA〈富士見ファンタジア文庫〉、既刊2巻（2019年6月20日現在）
  - 『真リアルバウトハイスクールXX 春の嵐と虹の龍』、雑賀礼史 [ファンタジア文庫]』、2019年6月25日初版発行（6月20日発売[30]）、ISBN 978-4-04-072997-8
  - 『真リアルバウトハイスクールXX 少年探偵と虹の悪魔』、2019年6月25日初版発行（6月20日発売[31]）、ISBN 978-4-04-072998-5

### 漫画
- 雑賀礼史（原作）・いのうえ空（作画） 『リアルバウトハイスクール』 角川書店〈角川コミックスドラゴンJr.〉、全6巻
  1. 1999年9月27日発売[32]、ISBN 4-04-712203-3
  2. 2000年3月28日発売[33]、ISBN 4-04-712226-2
  3. 2001年2月27日発売[34]、ISBN 4-04-712258-0
  4. 2001年11月29日発売[35]、ISBN 4-04-712283-1
  5. 2002年9月25日発売[36]、ISBN 4-04-712310-2
  6. 2003年9月25日発売[37]、ISBN 4-04-712342-0

### 関連書籍
- 『超解！召喚教師リアルバウトハイスクール』 富士見書房〈ドラゴンマガジンコレクションSP〉、2001年7月31日発売[38]、ISBN 4-8291-7475-7
- 『いのうえ空 画集 召喚教師リアルバウトハイスクール REAL BLUE』 富士見書房〈ドラゴンマガジンスペシャル〉、2003年3月20日発売[39]、ISBN 4-8291-9127-9

## テレビアニメ
『SAMURAI GIRL リアルバウトハイスクール』、2001年7月から同年10月まで放送されたキッズステーション製作アニメ第一弾。また、2001年9月から11月まで独立UHF局5局で放送された。
エンディングは実写で木村郁絵が御剣涼子に扮し制服で、野川さくらが鬼塚美雪に扮し巫女服で登場する。
また、本編終了後に「スペシャルエンドコーナー」と題するトークコーナーがあり、木村郁絵と野川さくら、およびゲストが登場する。後藤圭二をゲストに迎えて2人がイラストを描く回もあった。

### 声の出演
- 御剣涼子 - 木村郁絵[40]
- 草彅静馬 - 関智一[40]
- 鬼塚美雪 - 野川さくら[40]
- 結城ひとみ - 那須めぐみ[40]
- 中村環 - 吉田小百合[40]
- 霧林あずみ - 雪乃五月[40]
- 神矢大作 - 宮田幸季[40]
- レイハ - 柚木涼香[40]
- 獅子倉達哉 - 千葉進歩[40]
- 藤堂鷹王 - 石塚運昇[41]
- 菱沼奈々子 - 住友優子[40]
- 南雲慶一郎 - 小杉十郎太[40]
- 鬼塚鉄斉 - 藤本譲
- 京極刹羅 - 三木眞一郎
- 久遠七瀬 - 茂呂田かおる[41]
- 不動秋嵩 - 石川ひろあき
- 草彅巴 - 井上喜久子
- 青木美紗緒 - 羽原羽音[41]
- 姫川沙羅 - 小島めぐみ[41]
- 神宮寺亜弥 - 横田和美[41]
- 神宮寺真弥 - 輦止亮子[41]
- 御剣まどか - 鶴ひろみ
- ミアン・キューピー - 織田一穂
- ウィラード・ゲイツ - 乃村健次

### スタッフ
- 原作 - 雑賀礼史[40]
- 漫画 - いのうえ空（『月刊ドラゴンマガジン』連載、『月刊コミックドラゴンJr.連載、富士見ファンタジア文庫刊）
- 監督 - 東海林真一[40]
- シリーズ構成 - 松井亜弥[40]
- キャラクターデザイン - 後藤圭二[40]
- モンスターデザイン - 増尾昭一[40]
- 総作画監督 - 神戸洋行[40]
- 3D監督 - 吉岡智和
- 美術監督 - 太田大[40]
- 色彩設計 - 鈴木寿枝
- 撮影監督 - 久保博志
- 音響監督 - 井上和彦[40]
- 音楽 - 安田毅[40]
- アニメーションプロデューサー - 月野正志[40]、村濱章司[40]
- プロデューサー - 渡辺隆[40]、添田弘幸[40]、小鷹正敏[40]
- アニメーション制作 - GONZO[40]
- 製作 - Kファイト実行委員会[40]（角川書店、ポニーキャニオン、キッズステーション、GONZO、ステップ映像）

### 主題歌
オープニングテーマ「青い週末」(本田美奈子.の同名シングルのカバー曲)
作詞 - 売野雅勇 / 作曲 - 筒美京平 / 編曲 - 船山基紀 / 歌 - 木村郁絵
エンディングテーマ「負けないで…片思い」(島田奈美の同名シングルのカバー曲)
作詞 - 森雪之丞 / 作曲 - 林哲司 / 編曲 - 船山基紀 / 歌 - 野川さくら

### 各話リスト
| 話数 | サブタイトル            | 脚本       | 絵コンテ            | 演出              | 作画監督                     |
| ---- | ----------------------- | ---------- | ------------------- | ----------------- | ---------------------------- |
| 1    | サムライガール見参!     | 松井亜弥   | 加瀬充子            | 加瀬充子          | いちかわけいぞう             |
| 2    | 史上最強の男 参戦!      | 松井亜弥   | 海苔層              | 佐藤英一          | 関口雅浩                     |
| 3    | 剣の道、入門!           | 三科ユキヲ | 佐藤英一            | 持丸孝行          | 飯飼一幸 寺沢伸介 窪敏       |
| 4    | 深淵なる少女の瞳        | 松井亜弥   | 加瀬充子            | 岡崎幸男          | 青野厚司                     |
| 5    | 強襲! 凶ッ風            | 三井秀樹   | ワタナベシンイチ    | 西山明樹彦        | 陳梅花                       |
| 6    | 異世界よりの脅威        | 松井亜弥   | 上條修              | 江島泰男          | 柳瀬雄之                     |
| 7    | 再戦! お昼の決闘        | 三科ユキヲ | ワタナベシンイチ    | 北之原孝将        | 三好一郎                     |
| 8    | 海と水着と幽霊島        | 松井亜弥   | 江口摩吏介          | 藤本義孝          | 青野厚司 斉藤良成 江口摩吏介 |
| 9    | 大変身! 魔女っ娘七人衆! | 三井秀樹   | ワタナベシンイチ    | 池端隆史          | 飯飼一幸                     |
| 10   | こいごころ              | 三科ユキヲ | 佐山聖子            | 西山明樹彦        | 佐野英敏 桜井木ノ実          |
| 11   | 乙女の道                | 東海林真一 | 東海林真一          | 東海林真一        | 神戸洋行                     |
| 12   | 決戦は檜舞台            | 松井亜弥   | 難波日登志          | 藤本義孝          | 飯飼一幸                     |
| 13   | 運命とのバトル          | 松井亜弥   | 佐藤英一 東海林真一 | 佐藤英一 江島泰男 | 関根シゲル                   |

### 放送局
キッズステーションでは本放送開始前の2001年7月21日に『密着!SAMURAI GIRL リアルバウトハイスクールの魅力』というタイトルで特別番組を放送した。第1話放送分では主音声と副音声の位相を間違って放送するトラブルが起きている。
| 放送地域 | 放送局             | 放送期間                 | 放送日時           | 放送系列  | 備考                            |
| -------- | ------------------ | ------------------------ | ------------------ | --------- | ------------------------------- |
| 日本全域 | キッズステーション | 2001年7月30日 - 10月22日 | 月曜 20:30 - 21:00 | CS放送    | 製作委員会参加 リピート放送あり |
| 埼玉県   | テレビ埼玉         | 2001年9月1日 - 11月24日  | 土曜 24:00 - 24:30 | 独立UHF局 |                                 |
| 東京都   | MXテレビ           | 2001年9月1日 - 11月24日  | 土曜 24:30 - 25:00 | 独立UHF局 |                                 |
| 千葉県   | 千葉テレビ         | 2001年9月2日 - 11月25日  | 日曜 24:00 - 24:30 | 独立UHF局 |                                 |
| 神奈川県 | TVK                | 2001年9月2日 - 11月25日  | 日曜 25:00 - 25:30 | 独立UHF局 |                                 |
| 兵庫県   | サンテレビ         | 2001年10月5日 - 12月28日 | 金曜 24:40 - 25:10 | 独立UHF局 |                                 |

### 関連商品

#### 映像
2001年10月17日より ポニーキャニオンよりVHSとDVDが発売された。全6巻リリース。
| 巻 | 発売日         | 規格品番   |
| -- | -------------- | ---------- |
| 1  | 2001年10月17日 | PCBE-50138 |
| 2  | 2001年11月21日 | PCBE-50139 |
| 3  | 2001年12月19日 | PCBE-50140 |
| 4  | 2002年1月17日  | PCBE-50141 |
| 5  | 2002年2月20日  | PCBE-50142 |
| 6  | 2002年3月20日  | PCBE-50143 |

#### 音楽
| 発売日         | タイトル                                           | 収録時間 |
| -------------- | -------------------------------------------------- | -------- |
| 2001年10月17日 | キャラクターシングル 御剣涼子 恋するサムライガール | 16分収録 |
| 2001年10月17日 | キャラクターシングル 鬼塚美雪 竹箒にまたがって     | 17分収録 |
| 2001年11月21日 | リアルバウトハイスクール サウンドトラックアルバム  | 77分収録 |